# Relógio de Sol do Parque da Cidade

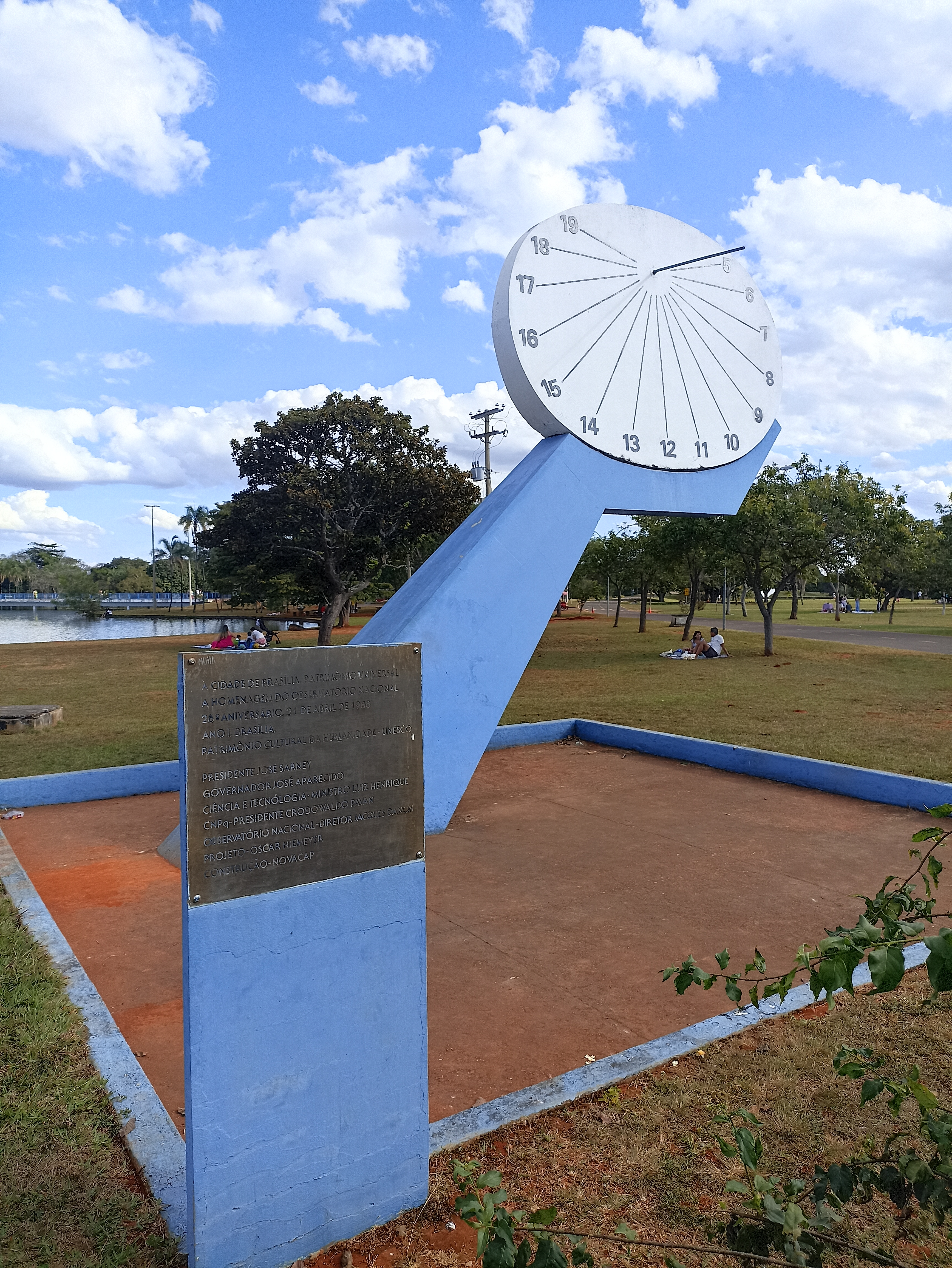
Relógio de Sol do Parque da Cidade Dona Sarah Kubitschek - Brasília, DF.

O Relógio de Sol do Parque da Cidade é um relógio solar em Brasília, no Distrito Federal. Ele fica dentro da área do Parque da Cidade Dona Sarah Kubitschek, na Asa Sul. 

## História
O relógio foi construído pela Novacap e financiado pelo Ministério da Ciência e Tecnologia, com projeto do arquiteto Oscar Niemeyer. Foi inaugurado no dia 21 de abril de 1988 em comemoração aos 160 anos do Observatório Nacional e homenagem ao 28º aniversário da cidade de Brasília. Comemorou também o primeiro ano da capital como Patrimônio Cultural da Humanidade, título concedido pela Unesco. O relógio é o maior do gênero em disposição vertical do Brasil, medindo 6 metros de altura.

## Detalhes da estrutura
O relógio foi construído com a face para o norte e teve a posição calculada pelo físico Marcomede Rangel Nunes, especialista em gnomônica, e só marca horas entre 5h e 19h, período de ocorrência da luz solar na cidade. Foi feito em concreto aparente, colocado sobre um espelho d'água. Pela sua posição, não mostra as horas entre novembro e fevereiro.